# Hakea lorea
Hakea lorea (лат.) — кустарник или дерево, вид рода Хакея (Hakea) семейства Протейные (Proteaceae).

## Ботаническое описание

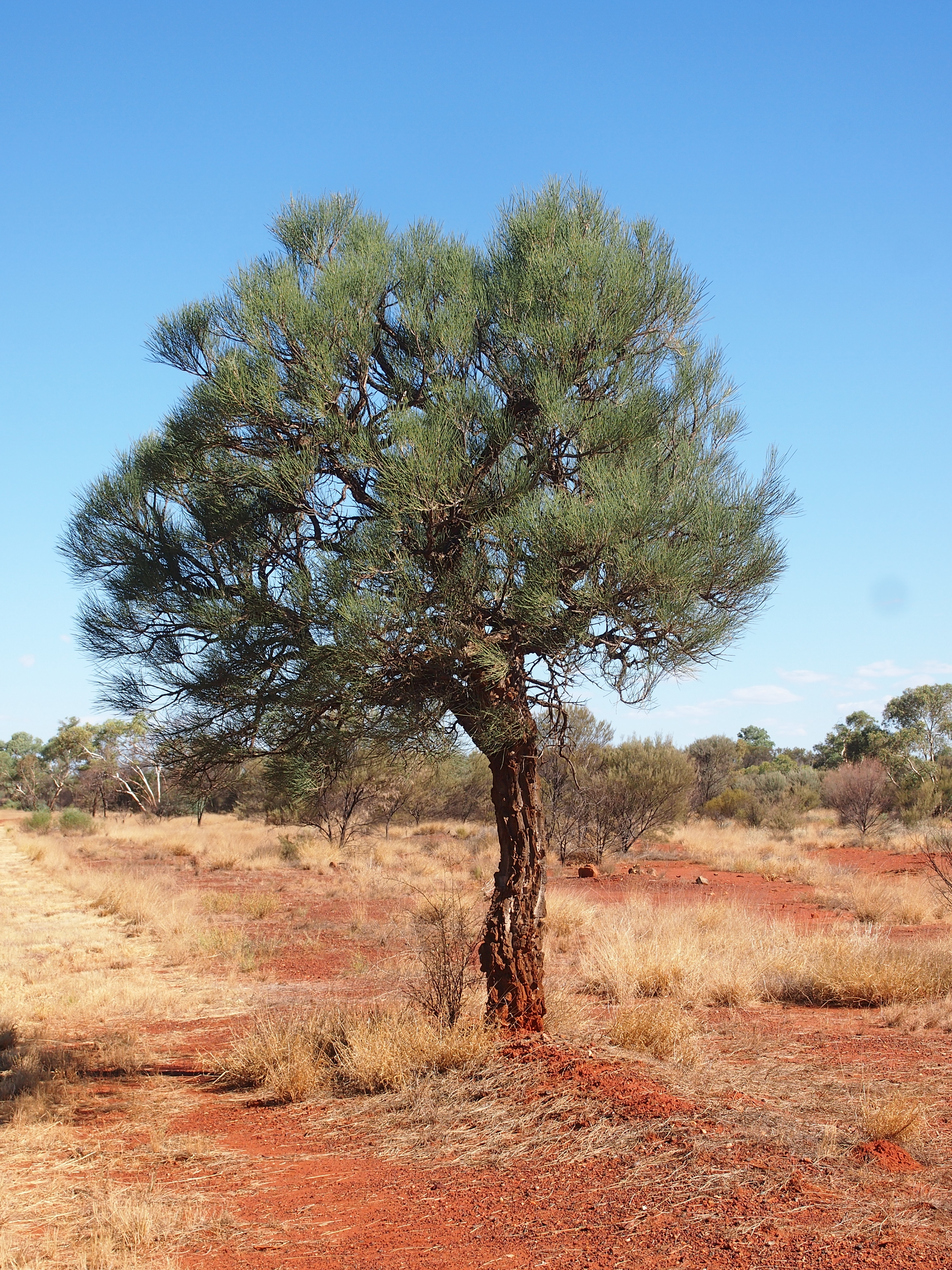
Общий вид Hakea lorea

Hakea lorea — искривленное дерево до 10 м в высоту или кустарник высотой от 1 до 5 м. Ствол имеет густую пробковидную кору с множеством борозд. Длинные тонкие листья бывают одиночными или раздвоенными и имеют длину от 15 до 70 см в длину и от 1 до 2,5 мм в ширину. Соцветия содержат от 15 до 200 отдельных мелких цветков и имеют оттенки жёлтого, белого или зелёного.

## Таксономия
Вид Hakea lorea был впервые официально описан шотландским ботаником Робертом Броуном как Grevillea lorea в 1810 году в Prodromus Florae Novae Hollandiae et Insulae Van Diemen после того, как типовой образец был собран в заливе Шоулуотер в Квинсленде в сентябре 1802 года, а затем реклассифицирован в род Hakea в 1830 году в его Supplementum primum prodromi florae Novae Hollandiae. Видовой эпитет — от латинского слова lorea, означающего «сделано из тонких полос кожи» и относится к его листьям. Вид принадлежит к группе родственных видов, известных как пробковые лаки, или группа lorea в пределах рода Hakea, большинство из которых встречаются в засушливых районах Австралии.
В настоящее время признаны два подвида. Номинальный подвид Hakea lorea lorea встречается на большей части центральной и северной Австралии, в то время как подвид Hakea lorea borealis встречается в Кимберли и северной части Северной территории
Этот вид в его нынешнем виде включает четыре вида, описанных в центральной и северной Австралии, которые, как было обнаружено, равномерно смешиваются друг с другом: H. lorea, H. suberea, H. cunninghamii и популяции H. fraseri в Квинсленде, причём популяция Hakea fraseri в Новом Южном Уэльсе считается допустимым видом

## Распространение и местообитание
Ареал H. lorea простирается через внутреннюю часть центральной и северной Австралии, от южного полуострова Кейп-Йорк на северо-востоке к югу до Дарлинг-Даунс на юго-востоке до северной части Южной Австралии и Пилбара на западе.

## Культивирование
Медленно растущее, но привлекательное в выращивании растение с декоративными листьями и корой. Прдпочитает полное солнце и хороший дренаж.